# Harriet Walterová
Harriet Walterová, CBE (* 24. září 1950 Londýn) je britská herečka, neteř herce Christophera Lee.
Herectví vystudovala na londýnské Akademii múzických a dramatických umění (London Academy of Music and Dramatic Art). V televizi vystupuje od roku 1974, ztvárnila zde desítky rolí v mnoha televizních filmech i seriálech. V hraném filmu debutovala až v roce 1981 ve snímku Francouzova milenka. Mezi její filmové role patří snímky Rozum a cit (1995) Guvernantka (1998) nebo Oněgin (1999). Historickou postavu, britskou královnu Adelheid Sasko-Meiningenskou, manželku krále Viléma IV. a tetu královny Viktorie si zahrála ve snímku Královna Viktorie (2000).

## Osobní život
Jejím životním partnerem byl herec Peter Blythe (zemřel v roce 2004).